# Delia ismayi
Delia ismayi är en tvåvingeart som beskrevs av Ackland 2008. Delia ismayi ingår i släktet Delia och familjen blomsterflugor. Inga underarter finns listade i Catalogue of Life.